# Mustafa Abd al-Dschalil

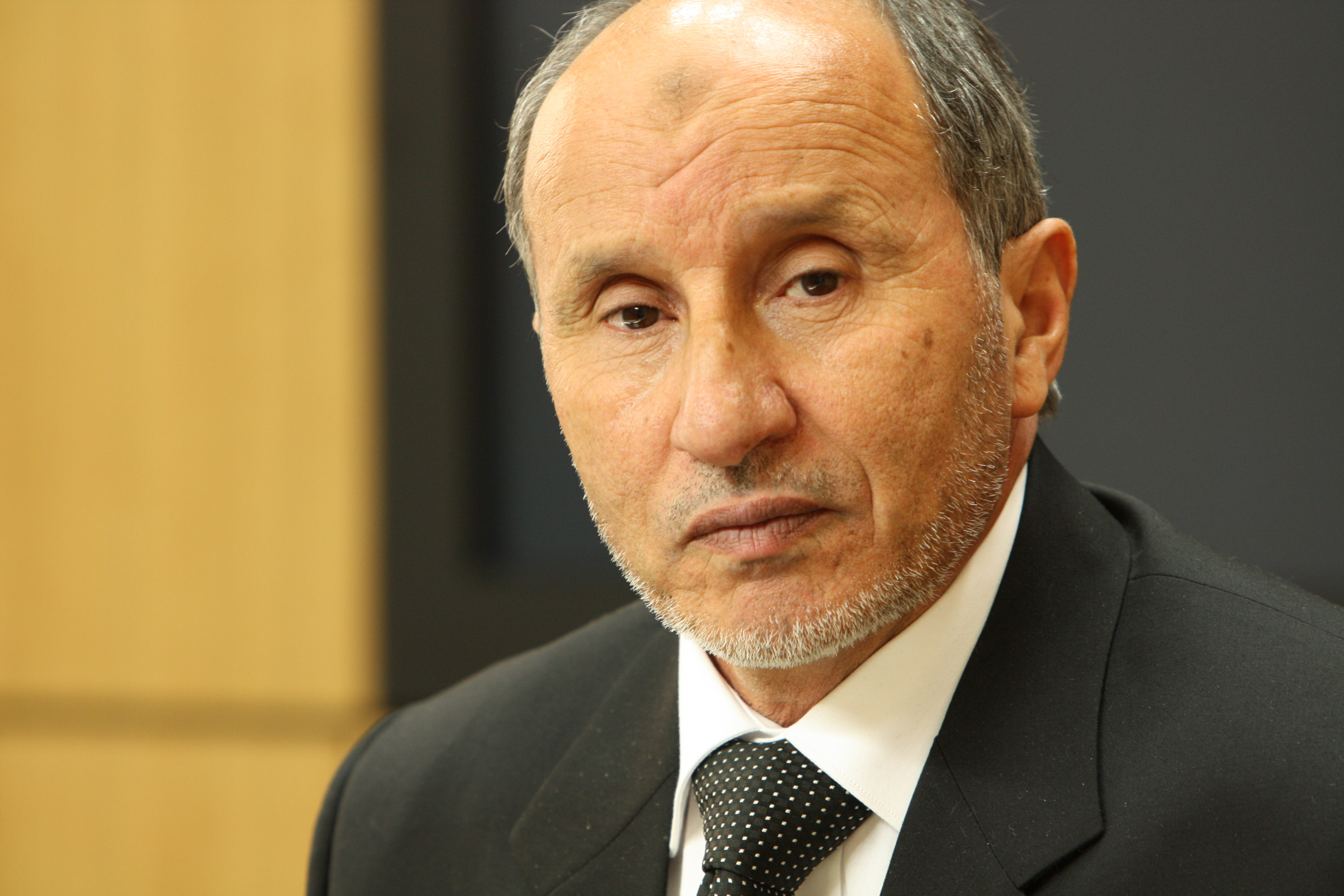
Mustafa Abd al-Dschalil (2011)

Mustafa Muhammad Abd al-Dschalil (arabisch مصطفى محمد عبد الجليل, DMG Muṣṭafā Muḥammad ʿAbd al-Ǧalīl; * 1952 in al-Baida) ist ein libyscher Politiker. Er war Justizminister unter Muammar al-Gaddafi und als Vorsitzender des Nationalen Übergangsrats (NTC) zeitweise amtierendes Staatsoberhaupt.

## Leben

### Ausbildung und frühe Karriere
Abd al-Dschalil stammt aus al-Baida. Seine Ausbildung für islamisches Recht (Scharia) schloss er 1975 an der University of Libya ab. Im Anschluss war er als Assistent des Staatsanwalts am Volksgericht in al-Baida und ab 1978 als Richter in verschiedenen Landesteilen tätig.
1999, im Zusammenhang mit dem berüchtigten HIV-Prozess, war er „maßgeblich bei der Inhaftierung“ bulgarischer Krankenschwestern und eines palästinensischen Arztes in Bengasi beteiligt.

### Justizminister
Er war als Nachfolger von Ali Umar al-Husnawi vom 22. Januar 2007 bis zum 21. Februar 2011 Justizminister seines Landes und Mitglied des Allgemeinen Volkskomitees. In dieser Zeit setzte er sich für die Aufklärung des Massakers im Abu-Salim-Gefängnis ein, bei dem mehr als 1600 Menschen umkamen. Im Zuge des Aufstands in Libyen trat er aus Protest gegen den staatlichen Einsatz massiver Gewalt gegen regimekritische Demonstranten zurück.
Amnesty International berichtet, Abd al-Dschalil habe während seiner Amtszeit in der libyschen Regierung die Regierung Gaddafis öffentlich wiederholt für Menschenrechtsverstöße kritisiert. Die Kritiken hätten sich zum Beispiel auf die Willkürpraxis des libyschen Innenministeriums sowie den Nachrichtendienst des Landes bezogen. Abd al-Dschalil habe sich für Entschädigungszahlungen an zu Unrecht Inhaftierte eingesetzt.
Auch die Menschenrechtsorganisation Human Rights Watch berichtete, der ehemalige Justizminister habe deutlich und öffentlich gegen die willkürliche Verhaftungspraxis der Gaddafi-Regierung Position bezogen. Ein Analyst der Organisation erklärte in Bezug auf politische Gefangene:

„The Minister of Justice has taken a very good stance on this group of prisoners. He’s publicly criticized the security agencies for continuing to detain prisoners, despite the fact that they have been acquitted by the courts. (Übersetzung: Der Justizminister hat eine sehr positive Haltung in Bezug auf die Gruppe der [politischen] Gefangenen eingenommen. Er hat die Sicherheitsdienste öffentlich dafür kritisiert, Häftlinge trotz eines Freispruchs weiter festzuhalten.)“

### Vorsitz des Nationalen Übergangsrates
Am 27. Februar übernahm er die Führung einer von Oppositionellen in Bengasi gegründeten Übergangsregierung.
Er behauptete am 24. Februar 2011, Beweise dafür zu haben, dass Muammar al-Gaddafi persönlich den Lockerbie-Anschlag angeordnet habe. Er behauptete auch, dabei gewesen zu sein, als in Kabinettssitzungen die Anwerbung von Söldnern aus dem Tschad und Niger zum Bekämpfen der Aufständischen während der Unruhen 2011 beschlossen wurde. Den Söldnern sei die Staatsbürgerschaft versprochen worden.
Am 13. März 2011 warnte er, dass Länder, die den Aufstand gegen Gaddafi nicht unterstützten, keinen Zugang zu Libyens riesigen Ölvorkommen bekommen würden, wenn das Regime gestürzt sei. Die Führung eines Libyens nach Gaddafi werde die Ölpolitik „entsprechend der Position ausrichten, die die Länder gegenüber Libyen in diesen schwierigen Zeiten einnehmen“.
Als Vorsitzender des NTC räumte er im August 2011 ein, bewusst Desinformation betrieben und Falschmeldungen lanciert zu haben, um die Helfer der Gaddafi-Diktatur zu verunsichern – so seine Begründung.
Auf der zentralen Siegesfeier in Bengasi deutete er an, dass es im Libyen nach Gaddafi keine Gesetze geben wird, die nicht im Einklang mit dem Koran stehen.
Der deutsche Minister für wirtschaftliche Zusammenarbeit und Entwicklung, Dirk Niebel, äußerte sich kritisch darüber, dass ehemals führende Vertreter des Gaddafi-Regimes dem Nationalrat angehören. Die Identität und Ziele der Partner auf Seiten der libyschen Opposition seien noch nicht hinreichend bekannt. Zudem seien der ehemalige Justiz- und Innenminister in den Schauprozess um die bulgarischen Krankenschwestern verwickelt und „offenkundig für Völkerrechtsverletzungen verantwortlich“ gewesen.
Am 21. Februar 2012 räumte Dschalil ein, dass die neue politische Führung Libyens keine Kontrolle über die Milizen im Land hat. Auch die verbliebenen Kräfte des alten Regimes stellten immer noch eine Gefahr dar. Er sagte, die neue libysche Führung werde Jahre brauchen, „um nach 40 Jahren unter Gaddafi das schwere Erbe aus Misstrauen und Korruption“ zu bewältigen. Der Übergangsrat habe Fehler gemacht, gestand Dschalil ein. Ein Teil der Schuld treffe aber auch die ehemaligen Rebellen, die im Kampf gegen Gaddafi Milizen und lokale Regierungen gebildet hätten und die nun in Konkurrenz zur neuen Zentralregierung in Tripolis stünden.